# Kabillion
Kabillion es una página interactiva, multiplataforma de los niños "canal de entretenimiento", propiedad en parte de MoonScoop, REMIX Entertainment Ventures y Alemania EM.TV.
Lanzado en enero del 2007, Kabillion está disponible como una descarga gratuita de Video en Demanda (VOD) sobre el canal Comcast Bresnan digital y sistemas de cable en los Estados Unidos, y una página gratis de banda ancha que ofrece videos y de una comunidad en línea - Todo diseñado para niños de 6 a 12 años.
Kabillion de un sitio web tiene plenamente funcional de comunidad en línea incluyendo una creación de un Avatar, la moneda conocida como Kachings. Los usuarios pueden ganar Kachings por jugar juegos, ver vídeos, y publicar mensajes en los foros del sitio. Asimismo, los usuarios pueden comprar a través de PayPal la moneda conocido como K-Cash puede ser utilizada en lugar de Kachings. Así que si tienes tiempo puedes ganar Kachings o puede simplemente comprar K-cash

## Programas
- Bobby's World
- Code Lyoko
- I Got a Rocket!
- Mix Master
- Pet Alien
- Kablab
- Curl It With Cobi
- Tootuff
- Cy An-6000
- Staines Down Draines
- Spider-Man: The New Animated Series
- Transformers: Animated
- Planet Sketch
- El chavo animado (versión en inglés)
- Zakumi

- Datos: Q6344171